# ميزوهو-كو
ميزوهو-كو (باليابانية: 瑞穂区) هو حي في اليابان، يقع في ناغويا، بلغ عدد سكانه 107,048 نسمة وذلك حسب إحصائيات سنة 2017، تبلغ مساحته 11.23 كيلومتر مربع.

## الموقع
يشترك في الحدود مع:
- أتسوتا-كو.

## أعلام
- شينجي تاجيما